# Jesus Wants Me for a Sunbeam
Pistes de MTV Unplugged in New York
Come as You Are
(2) The Man Who Sold the World
(4)
Jesus Wants Me For A Sunbeam est une chanson à l'origine enregistrée par The Vaselines pour leur EP Dying for It . C'est une parodie sur un hymne chrétien pour enfants, I'll Be A Sunbeam, qui s'ouvre par Jesus Wants Me For A Sunbeam.
La chanson a été un succès seulement en indie-pop et twee jusqu'en 1992. The Vaselines réédité la chanson avec un léger changement de titre (Jesus Doesn't Want Me For A Sunbeam») sur l'album compilation The Way of the Vaselines : A Complete History.
Nirvana a réalisé une reprise intitulée "Jesus Doesn't Want Me For A Sunbeam sur leur album live acoustique MTV Unplugged in New York.
Sur la version figurant sur le MTV Unplugged in New York, Kurt Cobain se réfère à la chanson comme « une interprétation d'une vieille chanson chrétienne, je pense, mais nous le faisons à la manière de les Vaselines... ».
Elvis Costello utilise la ligne Peut-être que Jésus vous veut pour un rayon de soleil dans la chanson Alibi de son album When I Was Cruel.
Sur l'édition deluxe de leur album Bleach Maison, Phillip Boa et Le Voodooclub publie une reprise de Jesus Doesn't Want Me For A Sunbeam.